# Örley János
Őrley János, Örley János Károly Aladár (Pest, Józsefváros, 1864. június 26. – Budapest, 1914. szeptember 14.) vegyészmérnök, királyi iparfelügyelő, Örley László öccse.

## Élete
Örley János és Grossinger Sarolta fia. 1864. június 30-án keresztelték a pest-józsefvárosi római katolikus plébánián. A Zerge utcai reáliskolába járt, ahol Ring Ármin tanár élesztette benne a kémia iránti hajlamot, a József Nádor Műegyetemen pedig Wartha Vince. 1887-ben elvégezvén tanulmányait, Trefort Ágoston miniszter az agyagipar tanulmányozása végett állami ösztöndíjjal külföldre küldte. Az elbogeni porcelángyárban nyolc hónapot töltött és Németország nevezetesebb gyárait tanulmányozva, egy év múlva visszatért. Ekkor a herendi porcelángyárban vállalt el művezetői állást; azonban a gyár akkori külföldi igazgatójának összeférhetetlensége miatt négy hónap múlva otthagyta állását és a feketeerdei (Bihar megye) üveggyárhoz szegődött vegyésznek. 1889-ben Baross Gábor miniszter ismét külföldi tanulmányútra küldte, ahonnét visszatérve még ugyanazon évben a herendi porcelángyár igazgatója lett. Ekkor készítette a Mária Valéria főhercegnő kelengyéjéhez tartozó porcelántárgyakat. A részvénytársaságnál viselt állását 1893-ban felmondta és ekkor a részvénytársaság a gyárat eladta. Az új tulajdonosok alatt még fél évig maradt. Herenden a német lakosok elmagyarosítására törekedett, ezért olvasókört, hitelszövetkezetet létesített; kezdeményezője volt az állami iskola felállításának, melynek ottléte alatt iskolaszéki elnöke volt. 1895 elején a budapesti Fischer-féle majolikagyárnak műszaki vezetője lett, ahonnét a részvénytársaság válsága következtében még azon évben a körmöcbányai kőedénygyár igazgatását vállalta el. Itt a magyar egyesület Litvániának választotta; az egyesület számára Angyal Béla tanárral színpadot épített és azon színielőadásokat rendezett, melyekben maga is játszott. 1897-ben a budapesti állami felső ipariskola vegytani tanszékéhez nevezték ki, s 1901-től a kereskedelmi minisztériumban teljesített szolgálatot. 1911-ben pedig országos iparfőfelügyelő lett. Neje Kövess Olga volt.
Több közgazdasági cikket írt a vidéki napilapokba (Székely Lapok, Székely-Udvarhely 1902-1903), melyek közül nevezetesebbek: A fazekasság helyzete és jövője.

## Munkái
- A körmöczbányai magyar egyesület XVII. évi működése. Szerk. Körmöczbánya, 1897.
- Ipar és iparfejlesztés Udvarhely vármegyében. Székely-Udvarhely, 1901.
- Útmutató fazekasok és kályhások részére. Bpest, 1903.